# Aleksander Olszewski
Aleksander Józef Olszewski (ur. 27 lutego 1944 w Radomiu) – polski artysta malarz i nauczyciel akademicki, profesor sztuk plastycznych. Zajmuje się malarstwem oraz mediami cyfrowymi.

## Życiorys
Ukończył studia w zakresie malarstwa w Państwowej Wyższej Szkole Sztuk Plastycznych w Łodzi. Dyplom z malarstwa uzyskał pod kierunkiem doc. Lecha Kunki, a z projektowania pod kierunkiem prof. Aleksandry Pukaczeskiej. Był jednym z głównych inicjatorów kształcenia plastycznego na Wydziale Nauczycielskim Politechniki Radomskiej. Był organizatorem i kierownikiem Katedry Sztuki, a następnie Instytutu Sztuki na tym Wydziale. Dzięki jego staraniom, na bazie Instytutu Sztuki, w 2007 r. powołano w Politechnice Radomskiej Wydział Sztuki, którego został pierwszymi dziekanem. Jest także kierownikiem Katedry Mediów Cyfrowych i Fotografii tego wydziału. Jest także redaktorem czasopisma "Arteria", rocznika Wydziału Sztuki. Inicjator powołania Akademickiej Galerii Sztuki "Rogatka" w Politechnice Radomskiej. Członek Okręgu Radomskiego ZPAP. Jego prace prezentowano na 23 wystawach indywidualnych i 200 zbiorowych. Postanowieniem Prezydenta Rzeczypospolitej Polskiej z dnia 29 września 2011 r. został odznaczony Krzyżem Kawalerskim Orderu Odrodzenia Polski za wybitne zasługi w pracy naukowo-badawczej oraz za osiągnięcia w działalności dydaktycznej i społecznej.